# Храм Непорочного Зачатия Девы Марии (Орёл)
Храм Непорочного Зачатия Девы Марии — приходской римско-католический храм в городе Орле. Появление католической церкви было связано с проживанием в Орле католиков в основном польского происхождения, в том числе сосланных сюда за участие в восстании. В будущем численность лиц римско-католического вероисповедания увеличилась за счёт войсковых частей, расквартированных в городе.
.

## Описание

### История строительства костёла
В 1858 году при непосредственном участии военного капеллана Бенигнуса Липена был куплен участок земли у надворной советницы Марии Дмитриевны Рудневой для строительства Римско-католической церкви. Участок располагался на углу улиц Садовой и Введенской (ныне улицы Максима Горького и 7-го Ноября). В 1859 году в Орле и Орловской губернии проживало 2628 человек католического вероисповедания, что соответствовало своду законов Устава Духовных Дел иностранных исповеданий (издание 1857 года) для организации прихода и строительства инославного храма. После получения разрешения, в 1861 году началось строительство кирпичного костёла. В проекте принимал участие орловский архитектор Иосиф Францевич Тибо-Бриньоль (1820—1895). Строительство закончили в 1864 году и в августе церковь была освящена во имя Непорочного зачатия Девы Марии.
Церковь была построена в готическом стиле, имела вид вытянутого прямоугольника. Углы главного фасада с треугольным фронтоном, были выделены двумя несколько выступающими частями и имели вид двух восьмигранных декоративных башен с фигурными шатровыми завершениями, поднимающимися над основным объёмом здания. На них были установлены кресты на металлических шарах. Над серединой фронтона имелась небольшая надстройка, в нише которой помещалась скульптура из белого мрамора Пресвятой Девы Марии. Сзади к этой надстройке примыкала восьмигранная башня, увенчанная крестом на шаре. Под ней была устроена небольшая деревянная, обитая листами железа, колокольня с тремя колоколами, имевшая два боковых окна.
Главный фасад по центру прорезала неглубокая вертикальная полукруглая ниша с круглым окном и разноцветными стёклами. Дубовая фигурная рама имела вид равноконечного креста. К паперти вела лестница из десяти каменных ступеней, а площадка перед ней была выстлана каменной плиткой. Входная дверь была двухстворчатая, дубовая, резная. Плоскости обоих боковых сторон здания декорировали фигурные пилястры, чередующиеся с семью стрельчатыми окнами с двойными дубовыми рамами готического рисунка, с разноцветными стёклами в верхней части и с металлическими решётками. Над карнизом по боковым фасадам был выложен поясок прямоугольных зубчиков, перемежаемый семью небольшими четырёхгранными башенками с шарами на их острие, расположенными над пилястрами. Такой же рисунок, но с более мелкими поясками проходил по верхней части скосов главного фасада и по верху двух декоративных башен.
Кроме главного алтаря имелись боковые с деревянными престолами и резными украшениями: правый — во имя святого Антония Падуанского, левый — Святейшего Сердца Иисуса.
Костёл закрыли в 1938 году и там разместилось спортивное общество «Динамо». Здание сильно пострадало в годы Великой Отечественной войны. В 1950 году оно было передано заводу «Продмаш» и перестроено под производственные помещения, совершенно утратив свой первозданный вид.

### Новый католический храм
В 1990-х Орловская католическая община была вновь воссоздана. Решением Малого Совета Облсовета Орловской области от 06.07.1993 года № 81-7 здание бывшей католической церкви было принято на государственную охрану как памятник архитектуры местной категории. В 1998 постановлением Областной администрации здание бывшего католического костела передавалось римско-католическому приходу Непорочного зачатия Пресвятой Девы Марии в бессрочное безвозмездное пользование. Но вскоре это постановление отменили.

В 2002 году община приобрела участок за кинотеатром «Современник» по улице Кирпичной для получения разрешение на строительство нового храма. В 2004 были построены дом для священника, часовня и зал для занятий. Открытие приходского центра состоялось 29 августа, а 3 июля 2005 года центр освящён митрополитом Тадеушем Кондрусевичем во имя Непорочного зачатия Девы Марии.